# Diego Frenkel
Diego Alejandro Frenkel Visser, más conocido como Diego Frenkel (Buenos Aires, 19 de agosto de 1965), es un cantante, músico y compositor de rock argentino, de origen judio . Desde 1989 hasta el año 2009, lideró el grupo pop rock, llamado La Portuaria; agrupación aparecida a comienzos de los años noventa; del cual desarrollaron un sonido de fusión, incorporando ritmos latinos sobre una base fuertemente influenciada por el jazz y el R&B. Frenkel y su grupo, tuvieron su primera exposición al gran público en el festival Mi Buenos Aires Rock, organizado en 1990 por la Municipalidad de la Ciudad de Buenos Aires. La banda ha editado un total de diez trabajos discográficos, constituyendo una presencia importante en la escena musical argentina desde los años noventa en adelante.

## Carrera

### Madre noche
En 1982 forma "Madre Noche" tocando esporadicamente unos años hasta formar Clap su primer basnda seria por asi decirlo.

### Clap
En 1984  cuando contaba con 19 años, Frenkel dio sus primeros pasos en la música profesional a través de Clap, una banda de new wave y funk. Clap estaba integrada por Frenkel (guitarra y voz), Christian Basso (bajo), Fernando Samalea (batería), Sebastián Schachtel (teclados) y Adi Azicri (guitarra). La banda cobró un gran prestigio en la escena del rock argentino gracias a la calidad de sus integrantes, a tal punto que la base (Basso y Samalea) sería reclutada en el supergrupo Fricción y en la banda de Charly García. Clap editó un disco homónimo en 1986, muy bien recibido por la crítica a pesar de no recibir difusión del sello discográfico, y cuyo tema que más repercusión tuvo fue «Simios». No obstante, tras el lanzamiento del álbum, Clap sufrió cambios en su formación (Basso y Samalea fueron reemplazados por Ricky Sáenz Paz y Mariano Casanova), aunque lograron continuar y poco después realizaron su primera incursión internacional, presentándose en Uruguay en noviembre de 1986 en un festival en el Velódromo Municipal de Montevideo junto a los locales Cuarteto de Nos, con muy buena crítica. Clap se disolvió silenciosamente en 1988, poco antes del estallido de una hiperinflación que arrasaría con toda la escena del rock argentino tal como estaba y que lo haría entrar en una nueva etapa. Tras la separación, los integrantes se repartieron en Club Gong, la carrera solista de Adi, La Zimbabwe y La Portuaria.

### La Portuaria
Tras la separación de Clap, Frenkel junto a otros músicos de la agrupación conforman la primera formación de la banda La Portuaria. En ella desarrollaron un sonido de fusión, con la incorporación de ritmos latinos sobre una base influenciada por el jazz y el R&B. El grupo tuvo una gran presencia en la escena musical argentina en los años 90. Desde sus inicios, la banda escapaba a los modelos tradicionales del rock en Argentina. Se trataba de música fundamentalmente rítmica que exploraba y se nutría de los colores y sonidos de la música del mundo. 
La variedad rítmica y tímbrica siempre fue parte de la cosmogonía de la banda. Entre sus primeros éxitos con la agrupación, figuran: «Edificios», «Palabras de amor/Lambada», «El bar de la calle Rodney», «Los mejores amigos», «Selva», «Perfidia», «Nada es igual», «Ruta», y «Supermambo» entre otros.

### Carrera solista (1996 - 2000)
La Portuaria editó cuatro discos hasta 1996, cuando anunciaron su separación. De esta manera, Frenkel da inicio a su etapa solista con el lanzamiento de su álbum homónimo.
Es su disco solista Diego Frenkel editado en 1996, un año después que La Portuaria editara Huija. El corte de difusión fue Llévame a lo Hondo y también incluía una versión de Imágenes Paganas, de Virus.
Entre otros músicos se encuentran Fernando Samalea en batería, Fernando Lupano en bajo, Andy Bonomo en guitarras, Alejandro Terán en arreglos de cuerdas y Verónica Verdier y Javiera Parra en coros.

### Segunda etapa con La Portuaria
Sin embargo, dos años más tarde conforma una nueva agrupación: Bel mondo, y edita un único disco, también homónimo. Bel mondo duraría sólo dos años, ya que en 2000, Frenkel y sus compañeros vuelven a reagrupar a La Portuaria. En esta segunda etapa, la banda editó 5 álbumes de estudio y en 2010 deciden nuevamente ponerle un punto final al proyecto.
En 2006 editó un disco instrumental, llamado Música para bebés.
En 2010, con La Portuaria ya disuelta; lanza su segundo trabajo, un disco acústico titulado El día después. Fue presentado en formato de trío, junto a Lara Pedrosa (bajo) y Lucy Patane (guitarra).

### Actualidad
El 15 de octubre de 2012, Frenkel presenta Célula, un disco compuesto por diez canciones, cuyo corte de difusión se titula Déjame caer. Esta producción entrelaza el lenguaje del rock, la canción acústica y el pulso electrónico. Fue grabado en los estudios Ion y El Ombligo bajo la producción del mismo Diego Frenkel y Fernando Taverna.
El 17 de noviembre, Célula fue presentado oficialmente en La Trastienda Club, en el barrio de San Telmo capital de Argentina.

## Discografía
| Año  | Nombre del disco           | Discográfica       | Nota         | Tipo de álbum           |
| ---- | -------------------------- | ------------------ | ------------ | ----------------------- |
| 2022 | Medusas                    | Soy Rock / Pop Art | Solista      | LP en estudio           |
| 2021 | Navegar es preciso         | Soy Rock / Pop Art | La Portuaria | LP en vivo              |
| 2019 | Frenkeltronic              | Independiente      | Solista      | LP en estudio           |
| 2015 | Ritmo                      | Independiente      | Solista      | LP en estudio           |
| 2014 | Vivo en Siranush           | Independiente      | Solista      | LP en vivo              |
| 2014 | Espontáneas                | Independiente      | Solista      | LP en estudio           |
| 2012 | Célula                     | Independiente      | Solista      | LP en estudio           |
| 2010 | El día después             | Independiente      | Solista      | LP en estudio           |
| 2008 | La vaca atada              | Soy Rock / Pop Art | La Portuaria | LP en estudio           |
| 2006 | Música para bebés          | Independiente      | Solista      | LP en estudio           |
| 2005 | Río                        | Soy Rock / Pop Art | La Portuaria | LP en estudio y en vivo |
| 2003 | 10.000 km                  | Pop Art            | La Portuaria | LP en estudio           |
| 2002 | Hasta despertar            | Pop Art            | La Portuaria | EP en estudio           |
| 2001 | Me mata la vida            | EMI                | La Portuaria | LP en estudio           |
| 1998 | Bel Mondo                  | EMI                | Bel Mondo    | LP en estudio           |
| 1996 | Diego Frenkel              | EMI                | Solista      | LP en estudio           |
| 1996 | La Portuaria en Vivo       | EMI                | La Portuaria | LP en vivo              |
| 1995 | Huija                      | EMI                | La Portuaria | LP en estudio           |
| 1993 | Devorador de corazones     | EMI                | La Portuaria | LP en estudio           |
| 1991 | Escenas de la vida amorosa | EMI                | La Portuaria | LP en estudio           |
| 1989 | Rosas rojas                | EMI                | La Portuaria | LP en estudio           |
| 1986 | Clap                       | RCA                | Clap         | LP en estudio           |

## Simples y sencillos promo
| Año  | Nombre del disco          | Discográfica  | Nota                             | Tipo de álbum     |
| ---- | ------------------------- | ------------- | -------------------------------- | ----------------- |
| 2021 | Ella                      | Independiente | La Portuaria                     | Simple en estudio |
| 2016 | Desarme                   | Independiente | Solista                          | Simple en estudio |
| 2015 | Derrumbe                  | Independiente | Florencio Finkel y Diego Frenkel | Simple en estudio |
| 2015 | Zamba de mi esperanza     | Independiente | Solista                          | Simple en estudio |
| 2010 | Ja sei namorar            | Pop Art       | La Portuaria                     | Simple en estudio |
| 2002 | Perfidia                  | Pop Art       | La Portuaria                     | Simple en estudio |
| 1996 | Llévame a lo hondo        | Independiente | Solista                          | Simple en estudio |
| 1996 | Aunque me puedas sostener | EMI           | Solista                          | Simple en estudio |
| 1991 | El bar de la calle Rodney | EMI           | La Portuaria                     | Simple en estudio |
| 1991 | Los mejores amigos        | EMI           | La Portuaria                     | Simple en estudio |
| 1990 | Palabras de amor          | EMI           | La Portuaria                     | Simple en estudio |
| 1986 | Simios                    | RCA           | Clap                             | Simple en estudio |